# Château de Langoiran

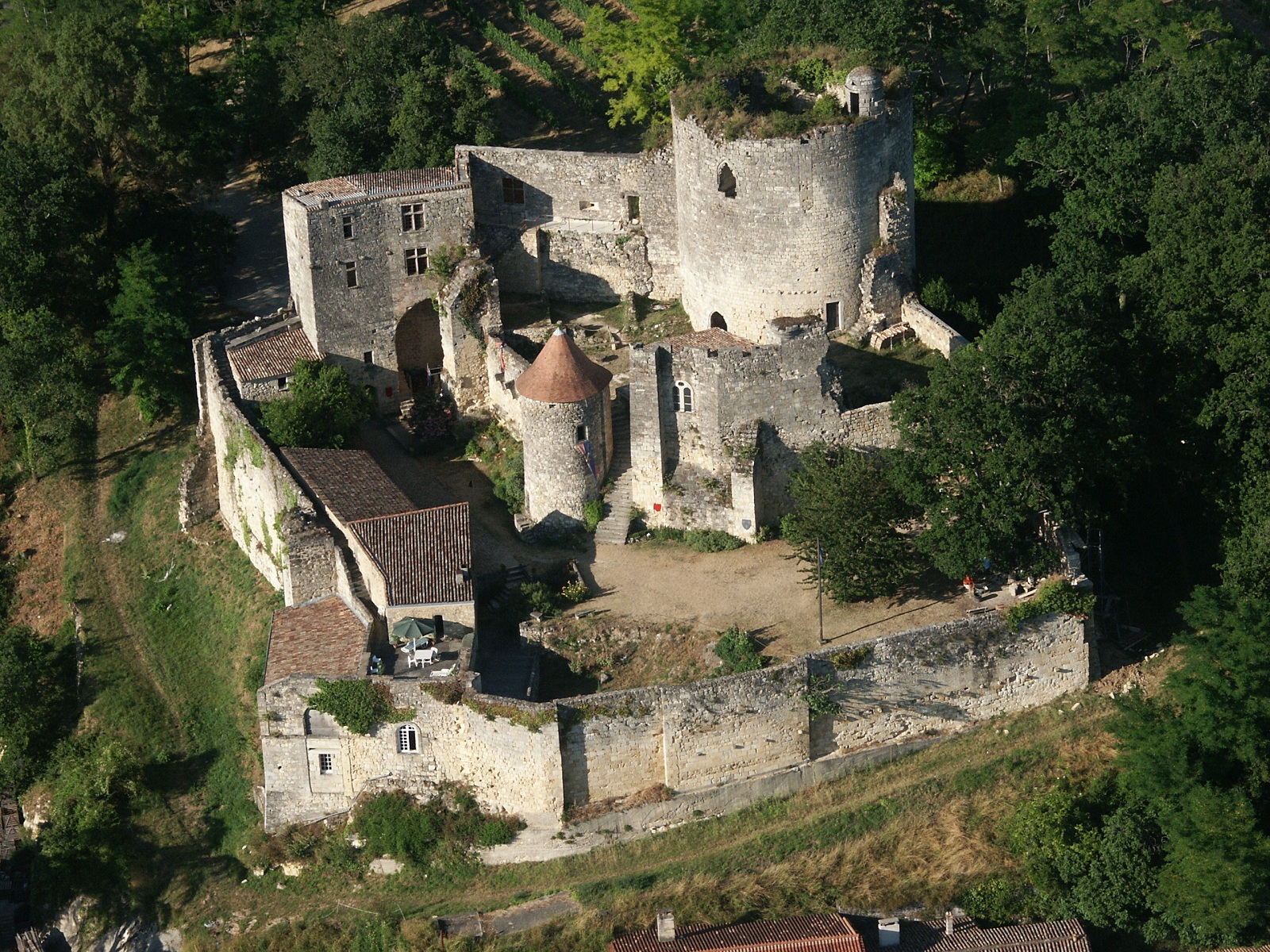
Château de Langoiran, juni 2004

Château de Langoiran är ett medeltida slott beläget i Langoiran i Gironde, Frankrike, vilket är vackert beläget på en kulle vid floden Garonne några få mil från Bordeaux.